# Santi Quattro Coronati (titolo cardinalizio)
Santi Quattro Coronati (in latino Titulus Sanctorum Quattuor Coronatorum) è un titolo cardinalizio che insiste sull'omonima basilica, situata nel rione romano del Celio.
Secondo il Duchesne, il titolo cardinalizio dei Santi Quattro Coronati può essere identificato con quello di Aemilianae, elencato nei sinodi romani del 499 e del 595. In base all'Annuario Pontificio Cattolico, il titolo Aemilianae fu soppresso intorno al 600 da papa Gregorio I, che lo sostituì con quello dei Santi Quattro Coronati. Secondo il catalogo di Pietro Mallio, stilato sotto il pontificato di papa Alessandro III, questo titolo era legato alla Basilica di San Lorenzo fuori le mura ed i suoi sacerdoti vi celebravano messa a turno.
Dal 28 giugno 1991 il titolare è il cardinale Roger Michael Mahony, arcivescovo emerito di Los Angeles.

## Titolari
- Fortunato (590 - ?)
- Giovanni (731 - prima del 745)
- Teofano (745 - prima del 761)
- Costantino (761 - prima del 772)
- Ubaldo Cornelio (772 - prima del 795)
- San Leone, O.S.B. (844 - 27 gennaio 847 eletto papa)
- Leone (853 - prima dell'882)
- Basilio (882)
- Stefano (882 o 883 - 884)
- Teofilatto (964 - ?)
- Giovanni (992 - ?)
- Arimanno (Armanno, Erimanno o Ermanno) da Gavardo (1061 - 1088)
- Bobone (1099 - 1100)
- Agostino (1100 - ?)
- Bosone (circa 1117 - ?)
  - Bendetto (31 marzo 1135 - 1137 ? deceduto), O.S.B.Cas. pseudocardinale dell'antipapa Anacleto II
- Guillame Court (Guglielmo Curti), O.Cist. (18 dicembre 1338 - 18 dicembre 1350 nominato cardinale vescovo di Frascati)
- Pierre Itier (17 settembre 1361 - 4 febbraio 1364 nominato cardinale vescovo di Albano)
- Jean de Dormans (22 settembre 1368 - 7 novembre 1373 deceduto)
- Hugues de Montrelais (o Montrelaix) (20 dicembre 1375 - 1379 nominato cardinale vescovo di Sabina)
- Demeter (o Demetrius) Vaskúti (18 settembre 1378 - 20 febbraio 1387 deceduto)
  - Jean de Neufchâtel (4 giugno 1384 - 4 ottobre 1398 deceduto), pseudocardinale dell'antipapa Clemente VII
- Francesco Uguccione (12 giugno 1405 - 14 luglio 1412 deceduto)
- Alfonso Carrillo de Albornoz (gennaio 1423 - 14 marzo 1434 deceduto)
- Luigi di Lussemburgo (8 gennaio 1440 - 1442 nominato cardinale vescovo di Frascati)
  - Bernard de la Planche, O.S.B.Clun. (prima del 4 febbraio 1441 - 1448 o 1449 deceduto), pseudocardinale dell'antipapa Felice V
- Alfonso Borgia (12 luglio 1444 - 8 aprile 1455 eletto papa)
- Luis Juan de Milá (17 settembre 1456 - 1510 deceduto)
  - Titolo vacante (1510 - 1513)
- Lorenzo Pucci (29 settembre 1513 - 15 giugno 1524 nominato cardinale vescovo di Albano)
  - Titolo vacante (1524 - 1531)
- Antonio Pucci (27 settembre 1531 - 14 novembre 1541); in commendam (14 novembre 1541 - 12 ottobre 1544 deceduto)
- Roberto Pucci  (17 ottobre 1544 - 17 gennaio 1547)
- Enrico I di Portogallo (24 gennaio 1547 - 31 gennaio 1580 deceduto)
  - Titolo vacante (1580 - 1584)
- Giovanni Antonio Facchinetti (9 gennaio 1584 - 29 ottobre 1591 eletto papa)
- Giovanni Antonio Facchinetti de Nuce (4 marzo 1592 - 18 maggio 1606 deceduto)
- Giovanni Garzia Millini (7 gennaio 1608 - 14 aprile 1627 nominato cardinale presbitero di San Lorenzo in Lucina)
- Girolamo Vidoni (6 ottobre 1627 - 30 ottobre 1632 deceduto)
- Francesco Boncompagni (6 febbraio 1634 - 9 dicembre 1641 deceduto)
- Cesare Facchinetti (31 agosto 1643 - 24 agosto 1671 nominato cardinale presbitero di San Lorenzo in Lucina)
- Francesco Albizzi (24 agosto 1671 - 8 gennaio 1680 nominato cardinale presbitero di Santa Maria in Trastevere)
- Sebastiano Antonio Tanara (21 maggio 1696 - 1º aprile 1715 nominato cardinale vescovo di Frascati)
- Giambattista Patrizi (5 febbraio 1716 - 31 luglio 1727 deceduto)
  - Titolo vacante (1727 - 1731)
- Alessandro Aldobrandini (3 settembre 1731 - 14 agosto 1734 deceduto)
- Joaquín Fernández Portocarrero (23 settembre 1743 - 10 aprile 1747 nominato cardinale presbitero di Santa Cecilia)
- Giovanni Battista Mesmer (15 maggio 1747 - 22 settembre 1749 nominato cardinale presbitero di Sant'Onofrio)
  - Titolo vacante (1749 - 1754)
- Carlo Francesco Durini (16 dicembre 1754 - 25 giugno 1769 deceduto)
  - Titolo vacante (1769 - 1775)
- Cristoforo Migazzi (3 aprile 1775 - 14 aprile 1803 deceduto)
  - Titolo vacante (1803 - 1826)
- Ludovico Micara, O.F.M.Cap. (3 luglio 1826 - 2 ottobre 1837 nominato cardinale vescovo di Frascati)
- Giovanni Soglia Ceroni (21 febbraio 1839 - 12 agosto 1856 deceduto)
  - Titolo vacante (1856 - 1863)
- Antonio Saverio De Luca (1º ottobre 1863 - 15 luglio 1878 nominato cardinale vescovo di Palestrina)
- Américo Ferreira dos Santos Silva (27 febbraio 1880 - 21 gennaio 1899 deceduto)
- Pietro Respighi (22 giugno 1899 - 22 marzo 1913 deceduto)
- Giacomo della Chiesa (28 maggio 1914 - 3 settembre 1914 eletto papa)
- Victoriano Guisasola y Menéndez (8 settembre 1914 - 2 settembre 1920 deceduto)
- Karl Joseph Schulte (10 marzo 1921 - 11 marzo 1941 deceduto)
- Norman Thomas Gilroy (22 febbraio 1946 - 21 ottobre 1977 deceduto)
- Julijans Vaivods (2 febbraio 1983 - 24 maggio 1990 deceduto)
- Roger Michael Mahony, dal 28 giugno 1991